# Георге Пердики
Георге Пердики (на румънски: George Perdichi; на арумънски: Ioryi Perdichi) е арумънски писател.

## Биография
Георге Пердики е роден на 22 май 1912 или в 1913 година в южномакедонското влашко село Периволи, тогава в Османската империя, днес Гърция. Учи в румънско училище в Периволи и в Румънския лицей в Гревена. Пише в списанието „Лумина“.
Учи в Букурещкия университет, завършва Филологическия и философски факултет. В Румъния пише в „Димъндаря“.
Емигрира в Америка заради Втората световна война, където умира през 1957, г. или 1964 или на 10 декември 1966 г. с носталгия по родината.

## Трудове
- George Perdichi, Grailu a gianlui.Grai di moarti, Tiparul universitar, Bucureşti, 1989.
- Georgte Perdichi, Shula picurarlu, Rivista di Litiratură shi Studii Armăni, Editura Cartea Aromână, an III, nr. 1, tom V, aprilie 1996, pp. 58-96.
- George Perdichi, Izvuri di bană, editura Cartea Aromână, 2000, I Pirmitili a Hoarãljei di Pri-Vali: Pirivolea, II — Cãntitsi di Vreari shi Alti Puizi, III — Mãrilja-al Eminescu shi Alti Transpunir.